# Théorie du champ moyen dynamique
La théorie du champ moyen dynamique (DMFT) est une méthode utilisée pour déterminer la structure électronique de systèmes fortement corrélés. Dans ces systèmes, les fortes corrélations électron-électron rendent impossible le traitement de chaque électron comme une particule indépendante agissant dans un potentiel effectif, comme c'est usuellement le cas dans des calculs de structure de bandes conventionnels comme en théorie de la fonctionnelle de la densité. La théorie du champ moyen dynamique est une méthode non-perturbative de la matière condensée qui traite toutes les interactions locales entre les électrons et permet de faire le pont entre la limite du gaz d'électrons quasi-libres et la limite de la localisation atomique.
La DMFT est utilisée pour projeter le problème d'un réseau à plusieurs corps sur un problème local à plusieurs corps, appelé un modèle d'impureté. Typiquement, on utilise le modèle d'impureté d'Anderson. La projection sur un autre modèle ne constitue pas en soi une approximation, c'est plutôt afin de résoudre ce dernier qu'il faut avoir recours à une méthode de résolution qui implique une approximation. Dans le cas de la DMFT, l'approximation clef est que la self énergie du réseau initial est indépendante de la quantité de mouvement, en d'autres termes, c'est une quantité dite locale. Cette approximation devient exacte dans la limite où le réseau à une coordinence infinie.
L'un des principaux succès de la DMFT est de décrire la transition de phase entre un métal et un isolant de Mott, lorsque la force des corrélations électroniques est augmentée. C'est ainsi que plusieurs matériaux ont été simulés avec succès, en combinaison avec l'approximation de la densité locale en théorie de la fonctionnelle de la densité,.

## Relation à la théorie du champ moyen
Le traitement DMFT des modèles de réseaux quantiques est similaire au traitement de la théorie du champ moyen (MFT) pour les modèles classiques comme le modèle d'Ising. Dans le modèle d'Ising, le réseau est projeté en un problème effectif d'un seul site, dont l'aimantation reproduit l'aimantation du réseau à travers un champ moyen effectif. Cette condition est appelée condition d'auto-cohérence et elle stipule que les observables à un site devraient reproduire les observables "locales" du réseau en utilisant le champ effectif. Tandis que le Hamiltonien d'Ising à N-sites est difficile à résoudre analytiquement, le problème à un site est facilement résoluble (à ce jour, des solutions analytiques du modèle d'Ising n'existent qu'en 1D et 2D).
Similairement, la DMFT projette un problème de réseau (par exemple le modèle d'Hubbard) sur un problème à un site. L'observable locale est la fonction de Green locale et la condition d'auto-cohérence est que la fonction de Green de l'impureté doit reproduire la fonction de Green locale du réseau à travers un champ moyen effectif qui, en DMFT, est la fonction d'hybridation {\displaystyle \Delta (\tau )} du modèle d'impureté. La méthode prend son nom du fait que son champ moyen {\displaystyle \Delta (\tau )} dépend du temps, donc est dynamique. Cette caractéristique pointe du même coup sur une différence fondamentale entre le MFT d'Ising et la DMFT: le MFT d'Ising prend un problème à N-spin et le ramène à un problème à un site, à un spin; la DMFT projette le problème d'un réseau sur un problème à un site, mais ce dernier reste fondamentalement un problème à N-corps qui capture les fluctuations temporelles causées par les corrélations électron-électron.

## Description de la DMFT pour le modèle d'Hubbard

### La projection DMFT

#### Le modèle d'Hubbard à une orbitale
Le modèle d'Hubbard décrit la répulsion coulombienne ressentie par deux électrons de spin opposés qui se trouvent sur le même site. Cette interaction est décrite par un unique paramètre {\displaystyle U}, appelée l'énergie de double occupation. L'Hamiltonien de Hubbard peut alors prendre la forme suivante:
{\displaystyle {\mathcal {H}}_{\text{Hubbard}}=t\sum _{\langle i,j\rangle \sigma }c_{i\sigma }^{\dagger }c_{j\sigma }+U\sum _{i}n_{i\uparrow }n_{i\downarrow }}
où {\displaystyle c_{i\sigma }\ (c_{i\sigma }^{\dagger })}est un opérateur d'annihilation (création) d'un électron de spin {\displaystyle \sigma } sur l'orbitale localisée {\displaystyle i}, {\displaystyle \langle i,j\rangle } dénote l'ensemble des premiers voisins, {\displaystyle t} est le terme de saut qui décrit l'amplitude de probabilité qu'un électron passe d'un site {\displaystyle j} vers un site {\displaystyle i} et {\displaystyle n_{i\sigma }=c_{i\sigma }^{\dagger }c_{i\sigma }}. Si on voulait inclure plus de voisins dans le terme de saut, on pourrait généraliser {\displaystyle t\rightarrow t_{ij}}.

#### Problème auxiliaire: le problème d'impureté d'Anderson
Le modèle d'Hubbard est en général impossible à traiter avec des techniques d'expansions perturbatives habituelles. La DMFT projette ce modèle sur réseau sur le modèle d'impureté d'Anderson (AIM). Ce dernier décrit l'interaction d'un site (l'impureté) avec un bain de niveaux électroniques (décrient par les opérateurs de création et d'annihilation {\displaystyle a_{p\sigma }^{\dagger }} et {\displaystyle a_{p\sigma }}) à travers la fonction d'hybridation. Le Hamiltonien du modèle d'Anderson à une seule orbitale s'écrit
{\displaystyle {\mathcal {H}}_{\text{AIM}}=\underbrace {\sum _{p\sigma }\epsilon _{p}a_{p\sigma }^{\dagger }a_{p\sigma }} _{{\mathcal {H}}_{\text{bath}}}+\underbrace {\sum _{p\sigma }\left(V_{p}^{\sigma }c_{\sigma }^{\dagger }a_{p\sigma }+h.c.\right)} _{{\mathcal {H}}_{\text{mix}}}+\underbrace {Un_{\uparrow }n_{\downarrow }-\mu \left(n_{\uparrow }+n_{\downarrow }\right)} _{{\mathcal {H}}_{\text{loc}}}}
avec
- {\displaystyle {\mathcal {H}}_{\text{bath}}} l'Hamiltonien décrivant l'ensemble des états du bain d'électrons non-corrélés d'énergie {\displaystyle \epsilon _{p\sigma }};
- {\displaystyle {\mathcal {H}}_{\text{loc}}} l'Hamiltonien décrivant l'orbitale de l'impureté, avec {\displaystyle \mu } le potentiel chimique associé;
- {\displaystyle {\mathcal {H}}_{\text{mix}}} l'Hamiltonien décrivant le couplage entre le bain et l'impureté à travers les termes d'hybridation {\displaystyle V_{p}^{\sigma }}.